# Кутулукское водохранилище
Кутулукское водохранилище — искусственный водоём, созданный на реке Кутулук, предназначен в первую очередь для орошения полей с помощью ирригационной системы. Площадь водосборного бассейна — 889 км².

## История
В 1935 году было спроектировано новое водохранилище. В 1938 году для строительства водохранилища была создана строительная организация «Кутулукстрой» под руководством А. Е. Бочкина.
В ходе строительства была сооружена земляная дамба длиной 1,5 км, высотой 18 м, шириной в верхней части 6,5 м, с системой гидротехнических сооружений. На возведение дамбы ушло 780 000 м³ земли. Кроме того, был устроен канал глубиной 5,5 м и шириной по дну в 70 м для водосброса при паводках.
В строительных работах принимало участие 11 тысяч колхозников из 10 районов Куйбышевской области, около 1250 подвод, 578 автомашин, 120 инженеров.
В 1939 году строительство водоёма было закончено, в 1941 году началось его наполнение. Нормальный подпорный уровень достигнут в 1943 году, оно протянулось на 14 км вверх от дамбы.
7 июня 1940 года вступила в эксплуатацию первая очередь ирригационной системы, обеспечивающая водоснабжением 6000 га полей. Всего же запасы воды в водохранилище обеспечивали самотёчный полив 7300 га полей, а при механическом поливе — до 12 000 га.

## География
Водохранилище создано в среднем течении реки Кутулук — левого притока реки Большой Кинель. Находится на территории Богатовского и Борского муниципальных районов Самарской области.
Водохранилище относится к среднему по размерам водоёму. Его длина составляет 13,7 км, ширина — 1,4 до 2,5 км. Максимальная глубина составляет 16 м, средняя — 4,7 м. При нормальном подпорном уровне площадь водного зеркала составляет 21,5 га, а объём запасов воды 100 млн м³. Площадь мелководий с глубинами до 2 м составляла 490 га.
Береговая линия слабо изрезана, её длина составляет 58 км.

## Геология
Кутулукское водохранилище расположено в пределах Бузулукской впадины и положительной неотектонической структурной формы III порядка — Кутулукского вала. В формировании ложа принимают участие каменноугольные, пермские, триасовые и плиоцен-четвертичные отложения. Долина реки в районе водохранилища асимметрична. Крутой правый берег сложен породами татарского яруса перми, а левый — четвертичными и неогеновыми отложениями.
Особенности неотектонических и геологических условий территории водосбора водохранилища определяют её экологическую неоднородность.

## Гидрология
Водохранилище находится в зоне умеренного увлажнения с имеющимся летним дефицитом: коэффициент 0,7 — 0,9. Среднее количество осадков — 350—400 мм.
Основным компонентом питания являются талые воды (89 %). Речной приток составляет 11 %, роль грунтовых вод незначительна. Всего за половодье в водохранилище поступает 105 мл м³ воды.
По характеру гидрологического режима водохранилище относится к водоёмам с неустойчивым уровнем воды сезонного регулирования, среднегодовое колебание уровня воды превышает 1 м.
Вскрытие водоёма происходит обычно в конце апреля-начале мая, ледостав — в середине ноября. В зимнее время проточности практически нет, в летнее она обеспечивается благодаря действию оросительной системы, действующей с начала июня и до сентября. Расходы воды по данным 1950-х годов: 10-12 млн м³ на испарение и фильтрацию и 12-15 млн м³ на орошение.
Температура воды на поверхности доходит до 25 °C, средние температуры: в мае — +11 °C, июне — +16,5 °C, июле — +20,5 °C, августе — +19,5 °C, сентябре — +12,8 °C. Зимой в глубинных толщах воды температура около +4 °C, а в подлёдном −0,1 °C.

## Растительность
Первые научные сведения о растительности водохранилища появились в 1949 году, когда С. М. Ляхов отметил, что растительность развита слабо, берега до сих пор пустые и к водохранилищу вплотную подходят пахотные земли, что приводит к выносу в воду большого количества почвы.
В 1991 году было проведено детальное изучение растительного покрова водохранилища. Было выявлено 77 видов.
В 2005 году была проведена инвентаризация флоры водохранилища, которая показала наличие 97 видов. Это составляет всего 46,6 % от флоры искусственных водоёмов Самарской области. Бедный видовой состав объясняется резкими колебаниями уровня воды в вегетационный период, высокой степенью эрозионных процессов, препятствующих зарастанию береговой линии прибрежными видами, и активными процессами заиления.
Воздушно-водная растительность была представлена сообществами рогоза узколистного, ситняга болотного, осоки острой, клубнекамыша морского, тростника обыкновенного, стрелолиста обыкновенного, ежеголовника прямого, хвоща приречного, камыша озерного.
По степени зарастания Кутулукское водохранилище относится к слабо заросшему, не более 10 % площади водного зеркала занято воздушно-водной и водной растительностью.
Наиболее развита растительность в верховьях водохранилища. В верховьях водохранилища сильно развита прибрежная растительность, где она образует массивные заросли. В акватории отмечается увеличение площади мелководных участков, что способствует развитию прибрежно-водной растительности. До 60 % водной поверхности в верховьях занято растительностью сплошного характера.

## Рыбные ресурсы
На водохранилище было организовано рыбное хозяйство. Рыбопродуктивность водоёма составляет 361 кг/га.

## Экономика
Водохранилище находится в федеральной собственности, эксплуатируется общественной организацией «Общество охотников и рыболовов» «Отрада».
По данным предприятия на 1990 год площадь орошения составляла 7742 га, после чего резко сократилась. На 1 мая 2003 года площадь орошаемых угодий составляла лишь 1834 га. Уменьшение объёма потребления вод оказало существенное влияние на амплитуды колебания уровня вод, что в свою очередь существенно отразилось на экологии водохранилища.

## Экология
Использование водохранилища для орошения имело как положительные моменты в виде увеличения урожайности растений (в 1,5-3 раза), так и ряд отрицательных.
До начала орошения состояние почвы в местности было детально изучено почвоведами Нижневолгопроекта. Тогда на чернозёмных почвах грунтовые воды залегали на глубине 5—10 м. В засолённых почвах грунтовые воды залегали на глубине 3-5 м.
Эксплуатация Кутулукской оросительной системы привела к подъёму уровня грунтовых вод, глубина которых на большей части территории уже в 1975 году составляла 1-3 метра, а в понижениях рельефа 1-1,5 м. К 2002 году грунтовые воды на орошаемых участках на площади 7 га залегали ниже 1,0 м, 88 га — до 1,5 м, 135 га до 2 м). В водах повсеместно обнаруживалась сода — крайне токсичное для растений вещество. Существенно увеличилась солёность почв, на площади 1578 га, она доходит до 1 г/л, на площади 256 га — 1-3 г/л.